# Limenitis ernestina
Limenitis ernestina är en fjärilsart som beskrevs av Hans Fruhstorfer 1915. Limenitis ernestina ingår i släktet Limenitis och familjen praktfjärilar. Inga underarter finns listade i Catalogue of Life.